# М-103 (двигатель)
M-103 — авиационный поршневой четырёхтактный 12-цилиндровый V-образный двигатель жидкостного охлаждения конструкции В. Я. Климова. Является модернизированным вариантом двигателя М-100 — лицензионной версии двигателя Hispano-Suiza 12Y. Двигатель устанавливался на скоростных бомбардировщиках СБ, а также многих серийных и опытных самолётах: Сталь-7, Сталь-11, ПС-41, ВИТ, ЦКБ-19.
Основные отличия от базового двигателя М-100А заключались в увеличении характеристик двигателя, при сохранении габаритных характеристик: увеличение мощности на 100 л. с. (взлетная мощность 850 л. с.) и увеличение высотности до 4000 м. Изменения достигались за счет:
- перевода двигателя на более высокооктановое топливо — бензины 3Б-74, 2Б-78, импортный бензин Б-95, (резервное топливо 4Б-70 с октановым числом 88);
- увеличения степени сжатия с 6 до 6,6;
- форсирование по оборотам и наддуву со снятием ограничений по времени работы на этом режиме;
- изменения передачи к ПЦН (приводной центробежный нагнетатель) с 10 до 11.

Поскольку двигатель имел усиленный блок цилиндров и новые коленчатые вал и поршни, то масса двигателя возросла на 20 килограммов и составила 500 килограммов.
Двигатель был разработан в 1936 году и в октябре того же года был готов для проведения испытаний. Однако оба опытных двигателя не прошли их из-за трещин в блоке цилиндров. Повторно двигатель был представлен на испытания уже в 1937 году. После окончания испытания двигатель был запущен в производство на Рыбинском заводе № 26, где до окончания производства в 1942 году был выпущен 11 681 экземпляр.

## Модификации
Двигатель имел следующие модификации:
- М-103 — модификация мотора М-100 с увеличением характеристик при сохранении габаритов. Серийный.
- М-103У — с дополнительной маслопомпой и небольшими изменениями приводов.
- М-103Г — мотор с макс. мощностью 940 л. с. В качестве топлива использовался этиленгликоль. Опытный, серийно не производился.
- М-103А — мотор с макс. мощностью 1000 л. с. Полностью переделана ЦПГ для работы на бедной смеси. В качестве топлива использовались бензин 3Б-78 с октановым числом 93 или импортный 1Б-95 (резервное топливо 4Б-70). В серии мотор с 1939 года, производство моторов М-100, М-100А и М-103 прекращено.
- М-103П — пушечная версия. Допускалась установка пушки ШВАК в развале блока цилиндров, стреляющей через полый вал втулки винта. Опытный
- М-103ТК — вариант М-103А с турбонагнетателем.
- М-103НВ — мотор с непосредственным впрыском топлива. Опытный.
- М-104 — опытный мотор М-103А с двухскоростным нагнетателем Э-23. Прошёл полный комплекс испытаний в 1939 году. Серийно не производился.